# Pietzsch
Pietzsch ist ein deutscher Familienname.

## Herkunft und Bedeutung
Der Name ist vermutlich aus einer deutsch/slawischen Kurzform des Namens Peter bzw. Piotr entstanden.

## Namensträger
- Albert Pietzsch (1874–1957), Leiter der Reichswirtschaftskammer
- Eckehard Pietzsch (* 1939), deutscher Volleyballspieler
- Frank-Michael Pietzsch (* 1942), deutscher Politiker (CDU), Landesminister in Thüringen
- Franz August Pietzsch (* 1792, † vor 1862), preußischer Landrat und Geheimer Oberrechnungsrat
- Gerhard Pietzsch (1904–1979), deutscher Musikwissenschaftler
- Gottfried August Pietzsch (1759–1840), deutscher evangelischer Geistlicher
- Harry Pietzsch (1929–2003), deutscher Schauspieler
- Heiner Pietzsch (1930–2021), deutscher Unternehmer, Kunstsammler und Mäzen
- Joachim Pietzsch (* 1947), deutscher Handballspieler und -trainer
- Jochen Pietzsch (* 1963), deutscher Rennrodler
- Kurt Pietzsch (1884–1964), deutscher Geologe
- Martin Pietzsch (1866–1961), deutscher Architekt
- Nikola Pietzsch (* 1974), deutsche Handballspielerin
- Richard Pietzsch (1872–1960), deutscher Maler des Impressionismus
- Thomas Pietzsch (* 1952), deutscher Politiker (CDU), sächsischer Landtagsabgeordneter
- Ulrich Pietzsch (* 1937), deutscher Maler und Autor
- Wolfgang Pietzsch (1930–1995), deutscher Großmeister im Schach